# Myckeltjärnen, Hälsingland
Myckeltjärnen är en sjö i Hudiksvalls kommun i Hälsingland och ingår i Harmångersån-Delångersåns kustområde. Sjöns area är 0,02 kvadratkilometer och den befinner sig 66 meter över havet.